# The Hay Wain
The Hay Wain (dt. Der Heukarren, auch Der Heuwagen) ist ein 1821 vollendetes Gemälde des britischen Malers John Constable. Es zeigt eine ländliche Szene am River Stour in Suffolk.
Das Gemälde befindet sich heute in der National Gallery, London und gilt als eines der beliebtesten Gemälde der britischen Öffentlichkeit.

## Beschreibung
Das Ölgemälde zeigt in der Bildmitte ein Paar Zugpferde, die einen Heuwagen oder großen Karren durch einen Fluss ziehen. Auf der linken Bildseite ist eine Hütte erkennbar, die auch in Constables Gemälde Willy Lott's Cottage dargestellt ist. Der gezeigte Landschaftsausschnitt ist eindeutig identifizierbar. Er befindet sich in der Nähe von Flatford Mill. Die gezeigte linke Uferzone liegt in Suffolk, die rechte Uferseite dagegen in Essex.

## Geschichte
Flatford Mill gehörte John Constables Vater. Die auf der linken Bildseite gezeigte Hütte gehörte dem Nachbarn Willy Lott, einem Pächter, von dem berichtet wird, er wäre in dem Haus geboren und hätte es während seiner gesamten Lebenszeit nicht für einen längeren Zeitraum als vier Tage verlassen. Willi Lotts Haus besteht in fast unveränderter Form bis heute, lediglich die auf dem Gemälde gezeigten Bäume stehen nicht mehr.
Auch wenn sich das Gemälde heute großer Wertschätzung in der britischen Öffentlichkeit erfreut, erregte das Gemälde zunächst wenig Aufmerksamkeit. Es wurde 1821 von der Royal Academy unter dem Titel Landscape: Noon ausgestellt, fand jedoch keinen Käufer. Mehr Aufmerksamkeit erregte es in Frankreich, wo es unter anderem Théodore Géricault besonders positiv besprach. Große Aufmerksamkeit erregte es, als es gemeinsam mit anderen Gemälden von Constable im Pariser Salon des Jahres 1824 ausgestellt wurde. Es ist nicht auszuschließen, dass die Gemälde Constables nur deswegen in der Ausstellung inkludiert wurden, weil man damit auch noch einmal den zu Beginn des Jahres 1824 verstorbenen Géricault ehren wollte. Im Rahmen der Ausstellung wurde The Hay Wain durch den französischen König Charles mit einer Goldmedaille ausgezeichnet. Ein Abdruck dieser Medaille befindet sich heute auf dem Rahmen des Bildes.
Das Gemälde wurde noch auf der Ausstellung gemeinsam mit drei weiteren Gemälden Constables an den Galeristen John Arrowsmith verkauft. Der nächste Käufer war der Galerist D. T. White, der es wieder nach Großbritannien zurückbrachte und es an einen Herrn Young weiterverkaufte, der in Ryde auf der Isle of Wight lebte. Dort fiel das Gemälde den Sammlern Henry Vaughan und C.R. Leslie auf. Nach dem Tode von Young kaufte Vaughan das Gemälde aus dem Nachlass und schenkte es 1886 der National Gallery in London, wo es bis heute hängt. Die gleich große Ölskizze zu dem Gemälde ist heute Eigentum des Victoria and Albert Museum.
Am 28. Juni 2013 klebte ein Demonstrant, der Berichten zufolge mit Fathers 4 Justice in Verbindung steht, ein Foto eines kleinen Jungen auf das Gemälde, während es in der National Gallery ausgestellt war. Das Werk wurde nicht dauerhaft beschädigt. Am 4. Juli 2022 brachten zwei Demonstranten von Just Stop Oil ihre eigene modifizierte „apokalyptische Zukunftsvision“ des Gemäldes auf dem Original an und klebten sich selbst auf den Rahmen. Die National Gallery erklärte, der Oberflächenlack des Gemäldes und sein Rahmen seien leicht beschädigt.